# 6016 Carnelli
A 6016 Carnelli (ideiglenes jelöléssel (6016) 1991 PA11) a Naprendszer kisbolygóövében található aszteroida. Henry Holt fedezte fel 1991. augusztus 7-én.